# Gavin St Pier
Gavin St Pier (ur. w styczniu 1967) – polityk baliwatu Guernsey (dependencja korony brytyjskiej), szef Komitetu Polityki i Zasobów (faktyczny premier) od 4 maja 2016. Nie należy do żadnej partii.
Po raz pierwszy wybrany do parlamentu z okręgu St Sampson's w kwietniu 2012 roku. Od maja 2012 do maja 2016 pełnił funkcję ministra skarbu. W 2016 ponownie wybrany w skład parlamentu. Z początkiem maja 2016 powstał Komitet Polityki i Zasobów, który zastąpił dotychczasową Radę Polityki, na czele której stał szef ministrów. 4 maja po trzecim tajnym głosowaniu Gavin St Pier został wybrany jej przewodniczącym, pokonując jednym głosem Petera Ferbrache. Jego zastępcą został Lyndon Trott.